# Holbung
Holbung is een bestuurslaag in het regentschap Samosir van de provincie Noord-Sumatra, Indonesië. Holbung telt 882 inwoners (volkstelling 2010).